# Maria Rosa Llabrés Ripoll
Maria Rosa Llabrés Ripoll (Palma, 1952) és una traductora de literatura clàssica grega al català.
Llicenciada per la Universitat de Barcelona en Psicologia el 1974, en Filologia Clàssica el 1976, i catedràtica de Grec de Batxillerat, va treballar com a docent fins al 2008. En jubilar-se decidí dedicar-se a l'escriptura i a la traducció literària de diferents llengües: català, castellà, anglès, i sobretot, grec clàssic-català.

## Obres
Com a traductora grec clàssic-català podem destacar:
- Poemes lírics de la Grècia antiga (Eds. De la Magrana, Barcelona, 1999, ISBN 9788482641423)[5]
- Cants de Safo (Eds. De la Magrana, Barcelona, 2006)
- Himnes homèrics (Eds. Del Salobre, Pollença, 2009. ISBN 978-84-937045-6-8)[6]
- Contra el fet de menjar carn de Plutarc (Lleonard Muntaner ed., Palma, 2010)
- El iambre grec. El Gall Editor. ISBN 978-84-942855-8-5[7]
- Ifigenia a Àulida d’Eurípides (Adesiara Edicions, Martorell, 2013).
- Eurípides- Tragèdies III (Hipòlit- Andròmaca) (Fund. Bernat Metge, Barcelona, 2015). Tragèdies V (Electra- Hèracles) (Fund. Bernat Metge, Barcelona, 2018). Orestes en Tragèdies VIII (Fund. Bernat Metge, Barcelona, 2021).
- Judici a una meuca (Contra Neera) d’Apol∙lodor (Adesiara Edicions, Martorell, 2016)
- .Les bacants d’Eurípides (Adesiara Edicions, Martorell, 2021).

També és autora de tres llibres de poemes:
La interrogació Vermella (Llibres de Capaltard, Palma, 2003. ISBN 978-84-95512-09-3), i
L'ocell rebel (Edicions Can Sifre, Palma, 2007. ISBN 978-84-87312-99-1). i Runes (Lleonard Muntaner ed., Palma 2015, amb fotografíes de l’autora)
Ha publicat l'assaig “Robert Graves i el món clàssic” (Lleonard Muntaner ed., Palma, 2006. ISBN 978-84-96242-80-7), que obtingué el Premi Ciutat de Palma Camilo José Cela de Crítica Literària (2007).